# Velká nad Veličkou
Velká nad Veličkou, bis 1920 Velká u Strážnice (deutsch Welka, älter auch Welke) ist eine Gemeinde in Tschechien. Sie liegt 13 Kilometer südöstlich von Veselí nad Moravou und gehört zum Okres Hodonín.

## Geographie

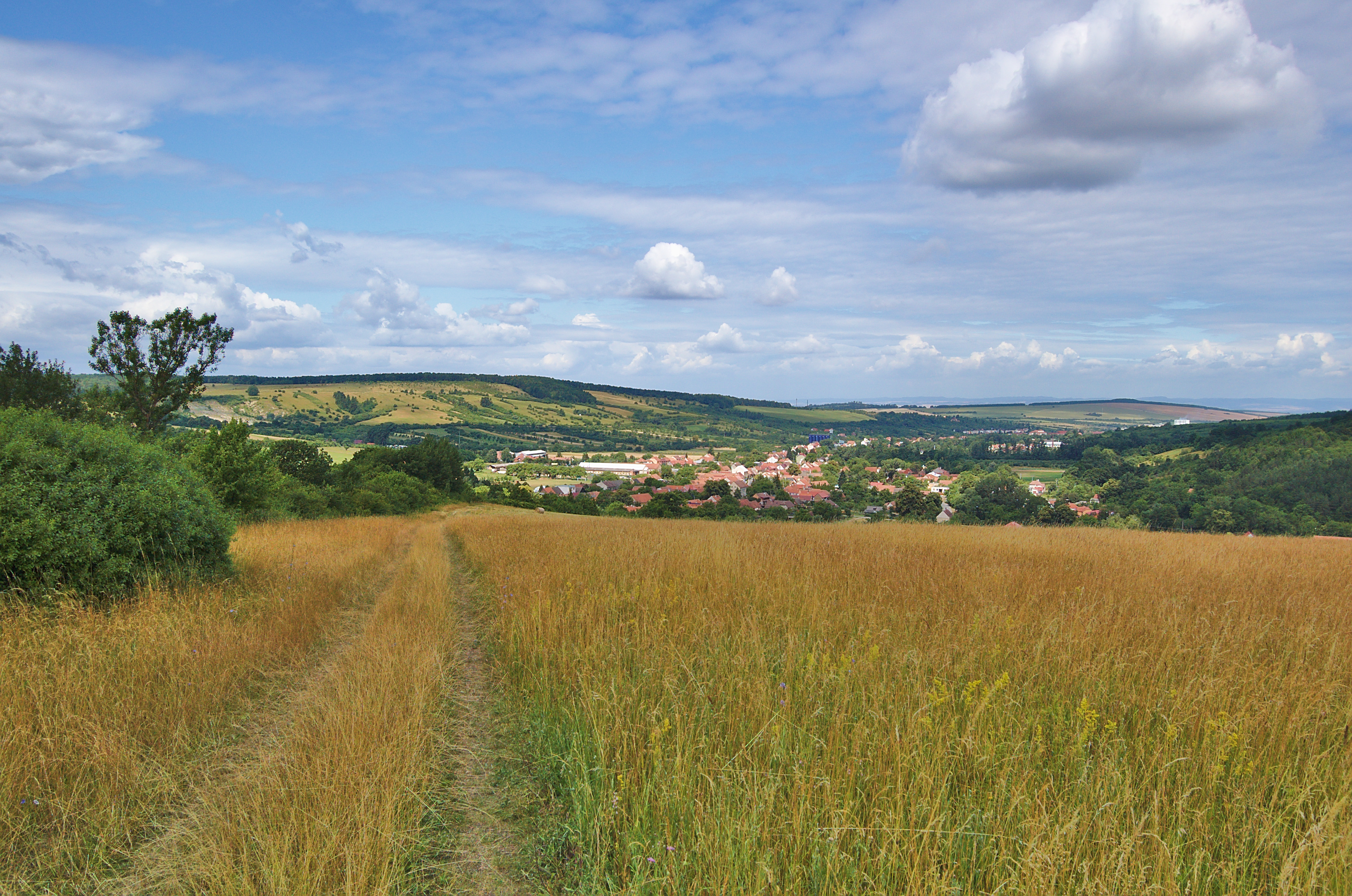
Ortsansicht

Velká nad Veličkou befindet sich am Rande des Landschaftsschutzgebietes Bílé Karpaty in den Weißen Karpaten. Der Ort erstreckt sich beiderseits des Flüsschens Velička. Nördlich erhebt sich die Draha (374 m), im Nordosten der Háj (573 m), südöstlich der Hradisko (636 m), im Süden der Léšť (418 m) sowie nordwestlich die Hájová (354 m) und Dlouhá hora (375 m). Durch Velká führt die Staatsstraße I/71 von Blatnice pod Svatým Antonínkem zur slowakischen Grenze und am westlichen Ortsrand die Bahnstrecke Nové Mesto nad Váhom–Veselí nad Moravou. 
Nachbarorte sind Blatnička im Norden, Boršice u Blatnice, Suchov und Trnovský Mlýn im Nordosten, Suchovské Mlýny, Zámečnické Mlýny und Pod Kozimelkou im Osten, Petruchův Mlýn, Kománkův Mlýn und Nová Lhota im Südosten, Javorník im Süden, Kuželov und Hrubá Vrbka im Südwesten, Kněždub im Westen sowie Hroznová Lhota, Tasov, Lipov und Louka im Nordwesten.

## Geschichte
Die erste schriftliche Erwähnung von Velika erfolgte 1228 in der Bestätigung der Gründungsurkunde des Zisterzienserklosters Velehrad durch Ottokar I. Přemysl, nachdem Bohuslav I. von Hrabischitz dem Kloster 12 Huben Land an der Velička zwischen Velika und Louka zu seinem und seiner Vorfahren Seelenheil vermacht hatte. Diese Schenkung mit der Auflage zur Gründung eines neuen Dorfes unter dem Bandič (Richter) von Welka wurde nochmals durch dessen Sohn Boresch von Riesenburg bestätigt. Wegen der Entfernung bewirtschaftete das Kloster die Güter in Velika nicht selbst, sondern reichte sie nichterblich an Lehnsmannen weiter. Als Erster von ihnen ist 1348 in der Olmützer Landtafel Alšík von Velika nachweisbar, dessen Vater bereits mit den Gütern beliehen war. Im selben Jahre folgte ihm Ulman de Welka, ein Sohn des Poběn von Holešov. Ulman de Welka erweiterte seinen Besitz 1358 um 16 Huben in Tasov, die er von Tass de Tasswitz und dessen Neffen Přibik erblich erwarb. 1365 verstarb Ulman ohne Nachkommen, so dass sein Besitz an Markgraf Johann Heinrich heimfiel. Dieser schenkte das Gut Welka einschließlich des Dorfes Javorník, ungeachtet dessen, dass der größere Teil von Welka dem Kloster gehörte, 1370 an Beneš von Krawarn auf Strážnice. Südöstlich führte über den Welkapass ein Handelsweg nach Ungarn. Seit dem 15. Jahrhundert wurde Welka als Markt bezeichnet. Nach dem Tode Georg Strážnickýs von Krawarn erbten 1466 dessen Tochter Elisabeth und ihr Mann Perchtold von Leipa auf Mährisch Kromau. Nachdem dieser 1482 verstorben war, heiratete Elisabeth 1483 in zweiter Ehe Peter IV. von Rosenberg. Drei Jahre später verpfändeten Peter und Wok II. von Rosenberg die Herrschaft Strážnice mit dem Gut Velká und allem Zubehör für 30.000 Dukaten erblich an Johann d. Ä. von Zierotin auf Fulnek. Nach dem Tode von Elisabeth von Krawarn († 1500) traten die Rosenberger die Herrschaft Strážnice im Jahre 1501 förmlich an Johann von Zierotins Witwe Machna und dessen Söhne Johann, Bartholomäus, Georg und Viktorin ab. Im 16. Jahrhundert siedelten sich in Velká und Javorník Mährische Brüder an. Im Jahre 1547 gehörte zum Gut Velká die Dörfer Javorník, Lipov und Vrbka. Velká bestand im Jahre 1594 aus 72 Halbhüfnerstellen, 128 Viertelhüfnern, 56 Podsedeken und vier Halbhäuslern. Der Ort besaß das Privileg für vier Jahrmärkte sowie Ross- und Viehmärkte vor jedem Jahrmarkt und einem montäglichen Wochenmarkt. Zu dieser Zeit sind auch die ersten Mährischen Brüder nachweisbar. An der Ležhora entstanden die ersten Weingärten, weitere folgten an der Dolní hora und am Bernátek. 1605 wurde Velká durch einen Stadtbrand verwüstet. Aus dieser Zeit ist ein Inventarium der neu angeschafften Gegenstände des Brüderhauses erhalten. 
Nachdem Johann Dietrich d. J. von Zierotin 1620 verstorben war, wurde die Herrschaft für 200.000 Rheinische Gulden an Franz von Magnis verkauft, der im gleichen Jahre zum Grafen von Straßnitz erhoben wurde. Während des Dreißigjährigen Krieges verödete der Marktflecken. Im Hufenregister von 1656 sind von den 283 Anwesen von Velká 166 als wüst aufgeführt. Im Jahre 1669 bestanden um Velká 296 Weingärten. 1702 verkaufte der überschuldete Anton Graf von Magnis die Allodherrschaft Strážnice meistbietend für 339.000 Rheinische Gulden an Dominik Andreas I. von Kaunitz. Zwischen 1703 und 1708 wurde das Städtchen mehrfach von den Kuruzen heimgesucht. Das älteste Kirchenbuch von Velká stammt aus dem Jahre 1708; Kirchenrechnungen sind seit 1693 erhalten. Dominik Andreas Sohn Maximilian Ulrich veräußerte 1716 die Allodherrschaft Straßnitz mit dem Gut Welka zum Kaufpreis an den Kurator des schwachsinnigen Joseph Anton von Magnis. Im 19. Jahrhundert kam der Weinbau zum Erliegen. Im Jahre 1834 bestand Velká aus 266 Häusern und hatte 1587 Einwohner. Je 20 Familien gehörten der helvetischen bzw. der augsburgischen Kirche an, die Mehrheit bildeten die Katholiken. Evangelischer Pfarrort war seit 1792 Javorník. Bis zur Mitte des 19. Jahrhunderts blieb Velká immer den Grafen von Magnis auf Strážnice und zum Gut Velká untertänig. 
Nach der Ablösung der Patrimonialherrschaften bildete Velká/Welka ab 1850 eine Gemeinde in der Bezirkshauptmannschaft Göding und dem Gerichtsbezirk Strážnice. Die örtliche Feuerwehr gründete sich 1880. Im Jahre 1890 lebten in dem Marktflecken 1770 Menschen, die mit Ausnahme von 14 Deutschen alle der tschechischen Volksgruppe angehörten. Velká bestand im Jahre 1900 aus 341 Häusern und hatte 1818 Einwohner, darunter waren 309 Protestanten und 72 Juden. Im Jahre 1910 bestand die Einwohnerschaft des Städtchens aus 1890 Tschechen und 14 Deutschen. 1927 nahm die Bahnstrecke Myjava–Veselí nad Moravou den Betrieb auf. In den Jahren 1931 bis 1932 entstand die Bürgerschule. Zwischen 1949 und 1960 gehörte Velká zum Okres Veselí nad Moravou und kam nach dessen Auflösung zum Okres Hodonín zurück. Seit 2007 führt die Gemeinde ein Wappen und Banner.
Im Velká bestanden insgesamt vier Friedhöfe. Der alte Friedhof lag an der Kirche; weiterhin gab es einen evangelischen und einen jüdischen Friedhof. Velká ist der größte Ort der Region Horňácko.

## Gemeindegliederung
Für die Gemeinde Velká nad Veličkou sind keine Ortsteile ausgewiesen. 

## Gemeindepartnerschaften
- Nowy Dwór Gdański, Polen, seit 2008

## Sehenswürdigkeiten

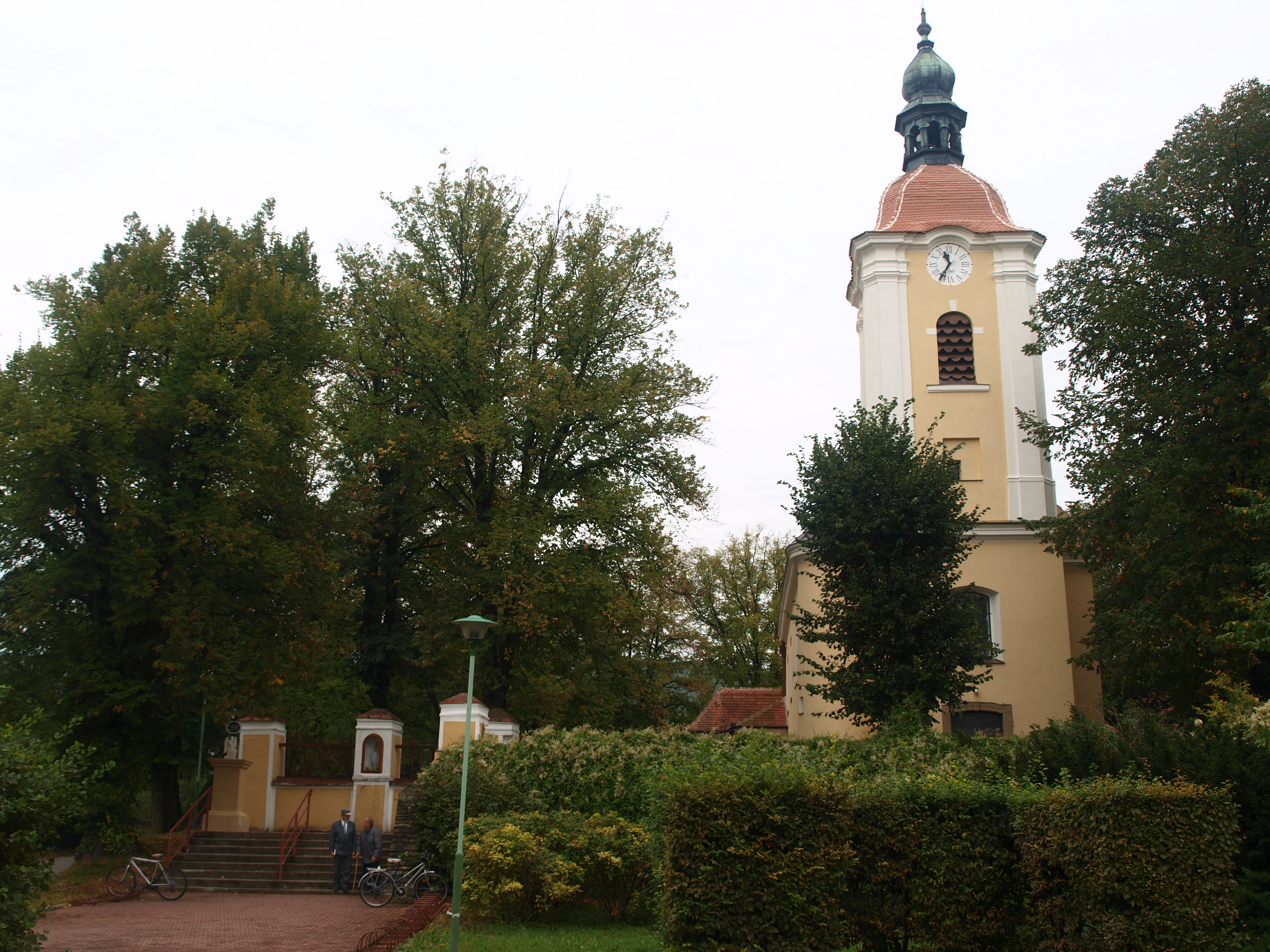
Kirche Maria Magdalena

- Katholische Pfarrkirche Maria Magdalena, die Wehrkirche wurde im 14. Jahrhundert errichtet
- Statue des hl. Johannes von Nepomuk, geschaffen 1747
- Landschaftsschutzgebiet CHKO Bílé Karpaty
- Naturschutzgebiet Zahrady pod Hájem, östlich des Dorfes
- Jüdischer Friedhof